# (1025) Riema
(1025) Riema – planetoida należąca do wewnętrznej części pasa głównego asteroid okrążająca Słońce w ciągu 2 lat i 287 dni w średniej odległości 1,98 au. Została odkryta 12 sierpnia 1923 roku w Landessternwarte Heidelberg-Königstuhl w Heidelbergu przez Karla Reinmutha. Nazwa planetoidy pochodzi od Johannesa Karla Richarda Riema, niemieckiego astronoma. Przed jej nadaniem planetoida nosiła oznaczenie tymczasowe (1025) 1923 NX.